# Ткаченко Олексій Юрійович
Олексі́й Ю́рійович Ткаче́нко — український військовослужбовець, майор Збройних сил України, учасник російсько-української війни. Повний лицар ордена Богдана Хмельницького. Кавалер ордена «За мужність» III ступеня.

## Нагороди
- орден Богдана Хмельницького I ступеня (8 серпня 2022) — за особисту мужність і самовіддані дії, виявлені у захисті державного суверенітету та територіальної цілісності України, вірність військовій присязі[1];
- орден Богдана Хмельницького II ступеня (14 травня 2022) — за особисту мужність і самовіддані дії, виявлені у захисті державного суверенітету та територіальної цілісності України, вірність військовій присязі[2];
- орден Богдана Хмельницького III ступеня (22 березня 2022) — за особисту мужність і самовіддані дії, виявлені у захисті державного суверенітету та територіальної цілісності України, вірність військовій присязі[3];
- орден «За мужність» III ступеня (27 січня 2023) — за особисту мужність і самовіддані дії, виявлені у захисті державного суверенітету та територіальної цілісності України, вірність військовій присязі[4].

## Військові звання
- капітан;
- майор[5].